# 프라이버시 법
프라이버시 법은 정부, 기타 공공기관과 사영 기업들에 의하여 수집되고 보관, 사용되는 개인정보에 관하여 규율하는 법을 말한다. 개인정보보호법은 개인의 프라이버시를 침해받지 않을 권리의 구체적 맥락으로 이해되고 있다.

## 프라이버시 법의 분류
프라이버시 법은 일반적인 프라이버시 법과 특정 분야에서의 개인정보보호법으로 분류될 수 있다. 일반 프라이버시 법은 개인정보에 대한 일반론이며, 여러 다양한 분야에서의 정보를 규율하는 정책에 영향을 미친다. 특정 개인정보보호법들로서는, 의료 정보 보호법, 신용정보보호법, 온라인 정보보호법, 통신비밀보호법, 개인정보보호법, 가정에서의 프라이버시 등이 있다.

## 프라이버시에 관한 국제적 법률 기준
1950년에 유럽 평의회에 의하여 기초되고 채택된 인권에 관한 유럽 협약은 벨라루스와 코소보를 제외한 유럽 대륙 전역에서 적용되고 있는, 사생활에 관한 권리를 보호하는 협약이다. 동 협약 제8조에는, "모든 사람은 그의 사생활, 가정과 통신이 보호될 권리를 가진다"고 규정한다. 스트라스부르에 위치한, 인권에 관한 유럽의회의 방대한 판례법을 통해, 프라이버시가 정의되고 있고, 그 보호는 모든 사람의 적극적 권리로서 구축되어 있다. 시민적 및 정치적 권리에 관한 국제규약 제17조에도 "어느 누구도 그의 사생활, 가정, 주거 또는 통신에 대하여 자의적이거나 불법적인 간섭을 받거나 또는 그의 명예와 신용에 대한 불법적인 비난을 받지 아니한다."고 규정하고 있다.

## 나라별 프라이버시 법

### 대한민국
개인정보의 보호에 관한 일반적인 법률로서 "개인정보보호법", 신용정보의 보호에 관하여는 "신용정보의 이용 및 보호에 관한 법률", 통신 및 대화의 비밀 보호에 대하여는 "통신비밀보호법" 등이 각각 규율하고 있다.

### 미국
프라이버시 권에 대하여 권리장전에는 명확히 규정되어 있지 않다. 프라이버시 권에 대한 발상은 미국 헌법전에 처음 언급되어 있다. 루이스 브랜다이스(훗날 미국 대법원 판사)와 젋은 변호사 사무엘 워렌이 1890년 하버드 로 리뷰에 "프라이버시 권"이라는 논문을 발표하였고, 이로 인해 헌법과 보통법이 일반적인 프라이버시권을 제한할 수 있는지에 대한 논쟁을 불러왔다.

### 오스트레일리아
오스트레일리아의 현행 프라이버시 법은 연방 및 주의 정보 보호법들, 주 차원에서 분야별로 특화된 분야의 프라이버시 입법, 미디어에 대한 규율 그리고 형사적 제재를 포함한다. 프라이버시 침해로 인한 민사소송의 제기에 관하여는 입장이 명확하지 않다.

## 같이 보기
- 일반 데이터 보호 규칙
- 인격권
- 잊힐 권리